# Costești (Buzău)
Pour les articles homonymes, voir Costești.
Costești est une commune du județ de Buzău en Roumanie.